# 查理曼號戰艦
查理曼號戰艦（法語：Charlemagne）是法國海軍於1890年代中期所建造的前無畏艦，本艦為查理曼級首艦，艦名來源自法蘭克王國國王兼首位神聖羅馬皇帝查理曼。本艦於1894年8月2日在布雷斯特兵工廠放置龍骨，1895年10月17日時首次下水，並在1897年9月15日開始服役。艦上的主要武器為4門305公釐口徑1893年型主砲，這些主砲配置於2座雙聯裝砲塔內。其推進系統由3組垂直型三脹式蒸汽機與20台貝爾維爾（Belleville）式水管鍋爐組成，在航速可達18節（33每小時；21英里每小時）左右。
查理曼號在服役期間大多在法國地中海分艦隊中，1901年至1905年期間曾2度參與佔領領鄂圖曼帝國列斯伏斯島米蒂利尼的軍事行動。當第一次世界大戰於1914年8月爆發時，查理曼號先是在最初幾個月間護航協約國運輸艦隊越過地中海海域。1914年11月時，法國海軍指派本艦前往達達尼爾海峽，阻止德國格本號大巡洋艦從西地中海海域向協約國運輸航線突擊。在海軍准將埃米爾·保羅·阿馬布勒·蓋普拉特的指揮下，查理曼號加入英法聯軍對鄂圖曼陣地砲擊作戰的序列。當加里波利之戰告一段落後，法國海軍將查理曼號轉調至位在薩洛尼卡的法國分艦隊，威嚇希臘王國不准軍事干涉協約國在巴爾幹半島的戰事。1917年9月17日，查理曼號開始轉入後備役，並在2個月後解除武裝。法國海軍將最後在1920年將查理曼號報廢，並於1923年出售拆解。

## 設計

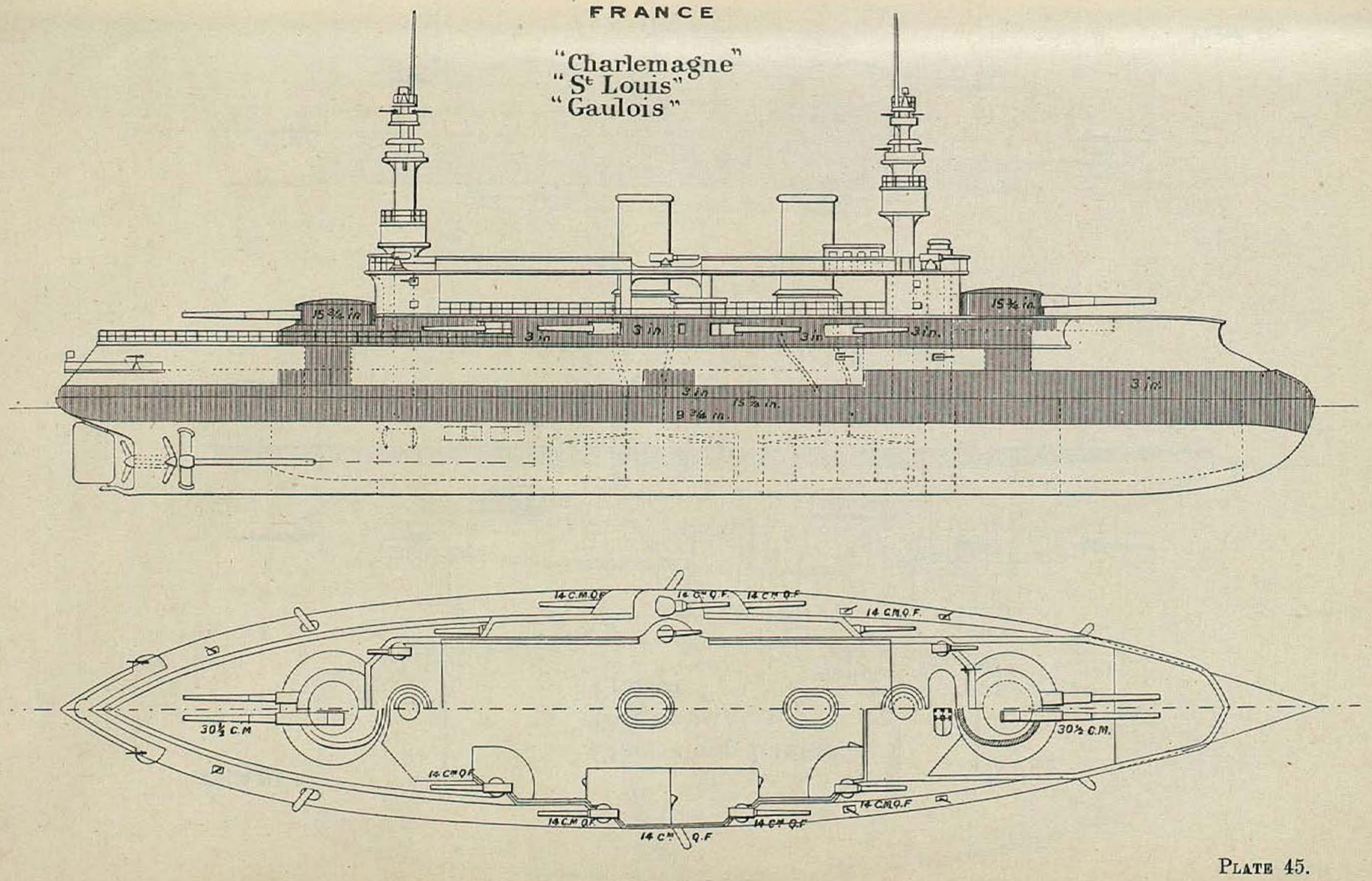
查理曼級描繪圖，出自1896年的布拉希海軍年鑑（Brassey's Naval Annual）。

查理曼號戰艦艦體全長117.7（386英尺2英寸），舰宽20.3（66英尺7英寸），滿載時排水量為11,275公噸（11,097長噸），此時船艏吃水深度為7.4（24英尺3英寸），船艉則是8.4（27英尺7英寸）；艦上可搭載727名乘員。
艦上的推進系統採用3組4缸垂直型三脹式蒸汽機，每組蒸汽機驅動一直徑4.3（14英尺）的螺旋槳。整個推進系統的動力由20台貝爾維爾（Belleville）式水管鍋爐組成，共可輸出14,500匹公制馬力（10,700千瓦特）。在海試期間，動力輸出曾達到15,295匹公制馬力（11,249千瓦特），最高航速則是達18.14節（33.60每小時；20.88英里每小時）。當本艦出航時，最多可攜帶1,050公噸（1,030長噸）燃煤，確保在10節（19每小時；12英里每小時）航速下，巡航半徑可達4,200英里（3,600海里）。
在主要武器配置上，本艦配有4門305公釐40倍徑1893年型主砲，這4門主砲分別安裝在2座雙聯裝主砲塔內，2座主砲塔則分別配置在前甲板與後甲板上。次要武器則有10門138.6公釐45倍徑1893年型火砲，其中8門安置在炮廓內，另外2門以炮盾保護，安裝在靠近船舯的艏樓甲板上。另外艦上還配有8門100公釐45倍徑1893年型火砲，這些火炮皆以炮盾保護，並配置在船艛建築上。在反魚雷艇能力上，本艦設有20門哈其開斯47公釐40倍徑1885年型火砲，這些火炮配置在桅杆上、船艛建築上、炮廓內等處。艦上另有4組450（17.7英寸）口徑魚雷管，以兩兩為一組分別配置在左右舷侧。其中2組在艦體水面下區域，旋轉角度限制在與船軸垂直90度起，向左與向右各10度左右，另外2組則在艦體水面上區域；共配有12發1892年型魚雷。在船艏設計上，查理曼號與同時代的戰艦一樣保有著犁形撞角。
查理曼號戰艦的裝甲防護共耗費820.7公噸（807.7長噸）的哈維裝甲，在艦體吃水線區域設有3.26（10英尺8英寸）高的裝甲帶，整個裝甲帶最大厚度為400（15.7英寸），在裝甲下緣處的厚度也有110（4.3英寸）。裝甲甲板的整體厚度為55（2.2英寸），在與水線裝甲帶連接處的厚度則是再增加35（1.4英寸），並以一角度向下連接到主裝甲帶。主砲塔以320（12.6英寸）厚的裝甲保護，不過砲塔頂部的裝甲厚度僅50（2.0英寸）；主砲炮座部分以270（10.6英寸）厚的裝甲保護。138.6（5.46英寸）口徑火炮所在的炮廓外壁裝甲厚度為55（2.2英寸），並由150（5.9英寸）厚的橫向水密艙壁保護之。司令塔裝甲厚度分別為側面326（12.8英寸）、頂部50（2.0英寸）、通訊管200（7.9英寸）。

## 服役歷程

### 第一次世界大戰前

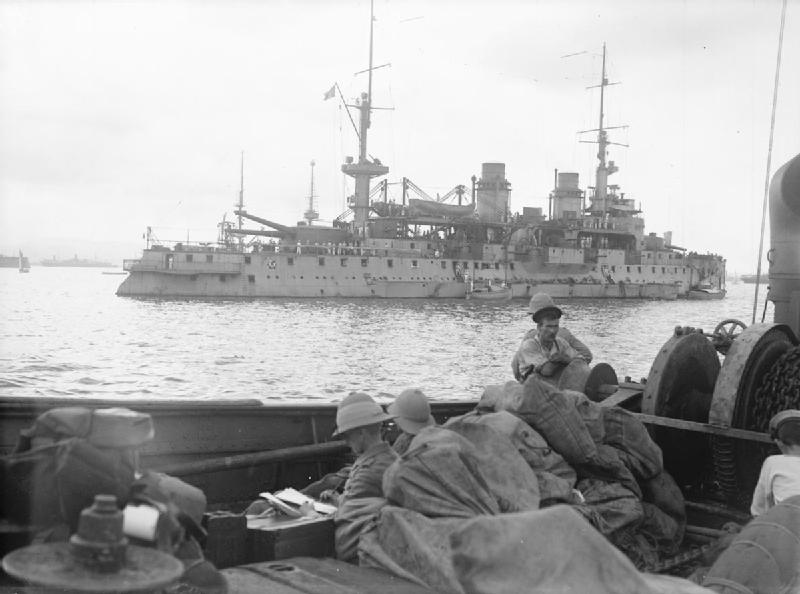
查理曼號戰艦於1915年時駐錨在穆茲羅斯。

查理曼號戰艦的艦名來源自法蘭克王國國王兼首位神聖羅馬皇帝查理曼，法國海軍於1895年9月30命名本艦，並定調3艘同型艦船级以此為名。本艦於1894年8月2日在布雷斯特兵工廠放置龍骨，1895年10月17日時首次下水，最後於1897年9月12日完工，並在3日後正式服役。
法國海軍最初將查理曼號戰艦指派至北方分艦隊（Escadre du Nord），後來在1900年1月轉調至地中海分艦隊第1戰艦總隊，與高盧人號在同一艦隊中。在與北方分艦隊結束聯合演習後，本艦於1900年7月18日參與由法國總統埃米勒·盧貝在瑟堡舉行的海軍閱兵。1900年10月，查理曼號護送戰爭部長路易斯·安德烈及海軍部長让·马里·安托万·德拉内桑前往科西嘉及突尼西亞。隔年，查理曼號參與由法國總統埃米勒·盧貝在土倫舉行的國際海軍閱兵，參與者還包括從西班牙、義大利、俄羅斯等國來的軍艦。
1901年10月，海軍准將萊昂斯·克拉爾德帶領第1戰艦總隊前往鄂圖曼帝國列斯伏斯島米蒂利尼護衛法國軍隊搶灘登陸。當法軍於11月7日派遣2個海軍陸戰隊連成功地佔領島上主要港口後，迫使蘇丹阿卜杜勒-哈米德二世與法國公司簽屬合同，並向法國銀行償還貸款。第1戰艦總隊後來於1901年12月離開列斯伏斯島，接著直接返回土倫。1902年1月至3月期間，法國海軍將查理曼號部署在摩洛哥海域，接著直接參與在該海域舉行的夏季艦隊演習行動。海軍歷史學家保羅·塞爾維斯東（Paul Silverstone）及艾瑞克·吉爾（Eric Gille）聲稱查理曼號曾在1903年3月2日與高盧人號發生相撞意外，不過並沒有造成嚴重損傷。1904年4月，法國總統埃米勒·盧貝前往義大利進行國事訪問，查理曼號是護送盧貝前往義大利的軍艦之一。同年夏天期間，本艦參與法國海軍的年度艦隊演習行動。1905年1月，1發100（3.9英寸）口徑彈藥筒突然在本艦彈藥艙自燃，所幸沒有對本艦造成損害。查理曼號後來與標叉號驅逐艦在1905年11月至12月間參與國際分遣艦隊的佔領米蒂利尼軍事行動，並在次年9月參與法國總統阿爾芒·法利埃主持的海軍閱兵。查理曼號於1907年及1908年皆有參與夏季海軍演習行動，並在1908年9月調轉至第四總隊。
法國海軍將查理曼號戰艦於1909年10月調回北方艦隊，接著駛往奧蘭、加的斯、里斯本、基貝龍進行港口訪問，隨後在1910年1月期間進行船底清潔工程。1911年9月4日，查理曼號參與由法國總統阿爾芒·法利埃在布倫角舉行的海軍閱兵，接下來於1912年9月安排在布雷斯特進行大修。當大修工程於1913年5月完成後，查理曼號開始在公海進行海試，過程中本艦艦體曾側翻34度。自1913年8月起整整1年，查理曼號被分配到地中海艦隊訓練分艦隊，直到第一次世界大戰爆發為止。

### 第一次世界大戰期間

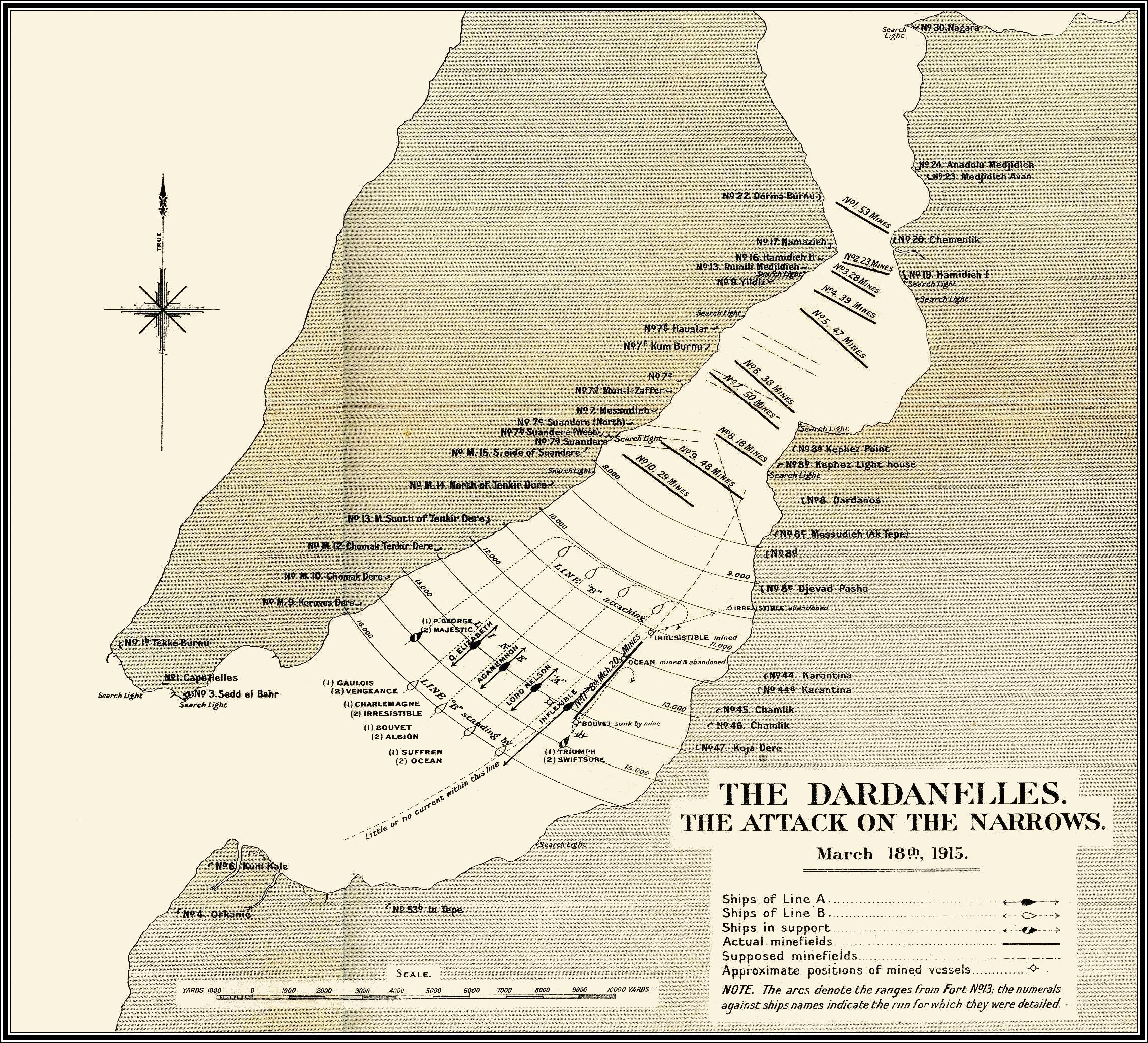
鄂圖曼帝國於1915年2月至3月間，在達達尼爾海峽設置的防線；以及英法聯軍艦隊的進攻佈置圖。

在第一次世界大戰爆發後的最初幾個月，查理曼號戰艦與其他前無畏艦一同護送運輸艦隊，保護協約國陸軍部隊跨越地中海，1914年11月後又被調往達達尼爾海峽，阻止德艦戈本號從鄂圖曼帝國出擊。在1915年2月25日期間，查理曼號對鄂圖曼帝國庫姆卡萊要塞（Kum Kale）進行砲擊，並獲得一些成效。英法聯軍接下來在3月18日開始對達達尼爾海峽沿岸的防禦工事進行總攻擊，英國分艦隊的6艘戰艦在成功壓制海峽口的防禦工事後率先駛入海峽，本艦接著隨高盧人號、布韋號、蘇弗朗號等戰艦駛入海峽。當法國分艦隊接到命令要與英國分艦隊輪替陣型後，遭到鄂圖曼的岸防砲猛烈轟炸，布韋號因誤觸水雷而沉沒至海峽中；高盧人號則是在這場砲擊中被擊中2次，其中一次還在船體上造成一個大洞，導致艦體開始進水，必須立刻撤退。在高盧人號後撤的過程中，查理曼號在一旁協助護送其離開達達尼爾海峽。不過因高盧人號受損過重，只得選擇在博茲賈島北方的兔島擱淺等待救援，以免艦體因進水過多而沉入海中。查理曼號在這場海戰中雖然僅受到輕微損傷，不過在護送完高盧人號後就前往比塞大整修一陣子，接著於1915年5月重回戰場。
返回戰場的查理曼號被分派至達達尼爾分艦隊，並為在加里波利半島登陸的盟軍部隊提供砲火支援。當加里波利之戰告一段落後，本艦於1915年10月轉移到薩洛尼卡的法國分艦隊，防止希臘王國以軍事干涉協約國在巴爾幹半島的戰事。1916年5月，查理曼號再度返回比塞大進行重大改裝，直到8月才結束工程；隨後在8月底又回到薩洛尼卡，並被分配到東海軍總隊（division navale d'Orient），直到1917年8月才接到命令返回土倫。法國海軍在1917年9月17日將查理曼號轉調至後備役，並於同年11月1日解除武裝。1920年6月21日，法國海軍將查理曼號戰艦報廢，最終於1923年出售拆解。